# Menemerus vernei
Menemerus vernei là một loài nhện trong họ Salticidae.
Loài này thuộc chi Menemerus. Menemerus vernei được Lucien Berland & Millot miêu tả năm 1941.